# Flikflak (gymnastiek)

Flikflak

De flikflak is een acrobatisch element. Een flikflak bestaat uit een achterwaartse hele rotatie om de breedte-as met afzet met beide handen van de vloer. De flikflak is een belangrijk verbindingselement in acrobatische series en wordt daarom veel geturnd op het turntoestel vloer en in acrobatische gymnastiekdisciplines zoals tumbling en acrogym. De flikflak is de tegenhanger van de handstandoverslag voorwaarts. 

## Techniek van de flikflak
De flikflak begint met een tweebenige afzet van de vloer. Een flikflak wordt vaak na een arabier geturnd, om de voorwaartse snelheid om te zetten in een achterwaartse kaats. Vanaf de afzet met de voeten van de grond wordt een achterwaartse rotatie ingezet, gevolgd door de afzet met de handen van de vloer, waarbij het lichaam zich kort in een handstandpositie bevindt. Bij de afzet met de handen zorgt de zogenaamde kurbet-techniek (hol-bolactie) voor een verdere stijging van het lichaamszwaartepunt. Het turnen van een flikflak vereist dus zowel snelheid als een goede techniek.

## Trivia
- De bekendste turnclub van 's-Hertogenbosch, waarvan onder anderen de Nederlands turner Yuri van Gelder lid is, heet ook Flik-Flak.